# Liste des œuvres d'Emmanuel Chabrier

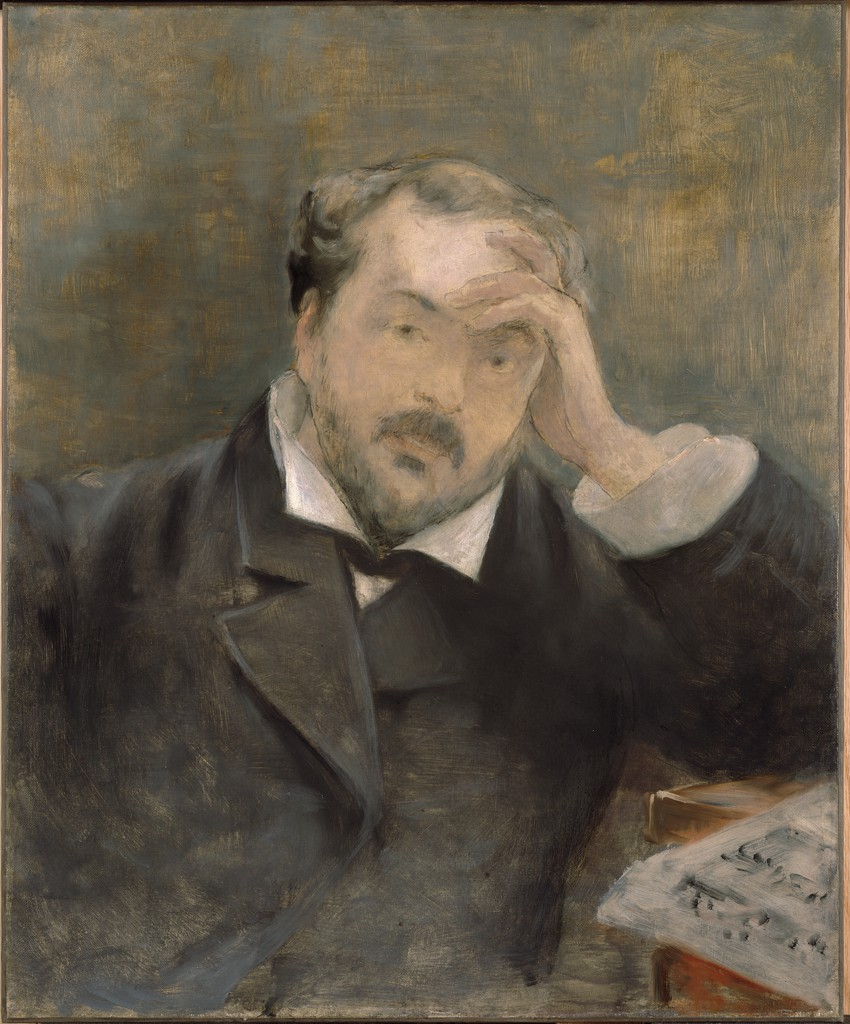
Portrait d'Emmanuel Chabrier par Édouard Manet.

Cette liste regroupe les œuvres d'Emmanuel Chabrier telles que recensées dans le catalogue établi par le musicien et musicologue Roger Delage (numérotation « D »).
Pour les œuvres ne portant pas de titres, celui qui leur a été donné figure entre parenthèses.

## Liste des œuvres
| no catalogue Delage (D) | Titre                                                              | Genre                           | Date(s) de composition | Dédicace                                                                     | Édition                                                                                           | Notes |
| ----------------------- | ------------------------------------------------------------------ | ------------------------------- | ---------------------- | ---------------------------------------------------------------------------- | ------------------------------------------------------------------------------------------------- | --- |
| 1                       | (Album) pour piano                                                 | Pièces pour piano               | 1849-1855              | proche famille et amis des parents de Chabrier                               | inédit à l'exception de Euphrasie et Aïka                                                         | 14 pièces : 1. Euphrasie, polka, op. 1 (janvier 1849) 2. Les Bords de la Dore, mazurka, op. 2 (1849) 3. Un ange du Ciel (Religioso Andante), op. 3 (1850) 4. Emma, polka-mazurka, op. 5 (mai 1852) 5. Antonia, polka-mazurka, op. 6 (1852) 6. Wileika, schotisch, op. 7 (1852) 7. La Chute des feuilles, Walse, op. 8 (1852) 8. Marguerite, redowa, op. 9 (1852) 9. L'Écho du verger, mazurka, op. 10 (1853) 10. Nocturne, La Nuit, op. 11 (1853) 11. L'Étincelle, polka, op. 12 (1853) 12. Alice, Varsovianna (1854) 13. Hélène, polka (1855) 14. Aïka, polka-mazurka arabe (1855) |
| 2                       | Euphrasie                                                          | Pièce pour piano                | janvier 1849           | à Mme Laure Chabrier                                                         | Le Guide musical (décembre 1932)                                                                  | polka pour piano |
| 3                       | Le Scalp !!!                                                       | Pièce pour piano                | 1852-janvier 1856      | à Mlle Julia Julien                                                          | lithographié à l'imprimerie Chappaz (Paris)                                                       | |
| 4                       | Aïka                                                               | Pièce pour piano                | 1854                   | à Mme Julie Perret                                                           | Riom                                                                                              | polka-mazurka arabe |
| 5                       | Rêverie                                                            | Pièce pour piano                | 22 janvier 1855        |                                                                              | fac-similé : Yvone Tiénot, Chabrier, Paris, Henry Lemoine, 1965                                   | cette Rêverie est le Thème, partie centrale de Nocturne, La Nuit, dixième pièce de l'Album (D. 1) |
| 6                       | Julia                                                              | Pièce pour piano                | août 1957              | à Mlle Julia Julien                                                          | inédit                                                                                            | |
| 7                       | (Atala)                                                            | Cantate                         | septembre 1859         |                                                                              |                                                                                                   | manuscrit perdu |
| 8                       | (Neuf mélodies)                                                    | Mélodie                         | 1861-1862              |                                                                              | Emmanuel Chabrier, Mélodies, vol. 1, Heugel, 1995                                                 | 9 mélodies pour chant et piano |
| 9                       | Souvenirs de Brunehaut                                             | Pièce pour piano                | 1862                   | à Mme la Vicomtesse de Viart                                                 | Cambogi, 1862                                                                                     | grande valse pour piano |
| 10                      | Marche des Cipayes                                                 | Pièce pour piano                | 1863                   | à Maurice Bourges                                                            | Cambogi (1863) puis Hachette (1903)                                                               | c'est Le Scalp !!! (D. 3) légèrement modifié |
| 11                      | 1er Impromptu                                                      | Pièce pour piano                | 1865                   | à Mme Édouard Manet                                                          | Hartmann (1873) puis Enoch (1923)                                                                 | |
| 12                      | Le pas d'armes du Roi Jean                                         | Mélodie                         | octobre 1866           |                                                                              | Emmanuel Chabrier, Mélodies, vol. 1, Heugel, 1995                                                 | poème de Victor Hugo |
| 13                      | (Valse) pour piano                                                 | Pièce pour piano                | entre mai et août 1866 |                                                                              | F. Durif, Petite valse inédite d'Emmanuel Chabrier, Revue de musicologie, 1968, no 2              | |
| 14                      | (Bouffonnerie)                                                     | Pièce pour petit ensemble       | 12 janvier 1867        | Louis-Xavier de Ricard (?)                                                   | fac-similé publié par Ricard à la suite d'un article dans Le Petit Bleu de Paris, 25 juillet 1899 | pour ottavino, trombone, triangle, tambour de basque, cymbales et grosse caisse |
| 15                      | Jean Hunyade                                                       | Œuvre lyrique                   | 1867                   |                                                                              | manuscrit de 62 pages (voix et orchestre)                                                         | opéra en quatre actes, livret d'Henri Fouquier |
| 16                      | Petits morceaux faciles                                            | Pièces pour piano               | 1867-1868 (?)          |                                                                              | fac-similé du manuscrit dans L'Auvergne célèbre Chabrier, Clermont-Ferrand, AREPAMA, 1994         | 34 morceaux pour piano |
| 17                      | Ivresses !...                                                      | Mélodie                         | 1869                   |                                                                              | Emmanuel Chabrier, Mélodies, vol. 1, Heugel, 1995                                                 | grande valse pour chant et piano |
| 18                      | L'invitation au voyage                                             | Mélodie                         | juin 1870              | à Mlle Louise Albouy (sur le manuscrit) ; « à mon ami Engel » dans l'édition | Costallat (1913), puis Emmanuel Chabrier, Mélodies, vol. 1, Heugel (1995)                         | pour chant et piano avec accompagnement de basson ad libitum ; poème de Charles Baudelaire |
| 19                      | Suite de valses                                                    | Pièce pour piano                | 1872 (?)               |                                                                              | Costallat, 1913                                                                                   | les valses nos 1 et 3 se trouvent dans Ivresses !... (D. 17) |
| 20                      | (Petite Valse)                                                     | Pièce pour piano                | 1869-1872 (?)          |                                                                              |                                                                                                   | manuscrit sans titre, seule indication : « Mouvt modéré » |
| 21                      | Le Service obligatoire                                             | Œuvre lyrique                   | 1872 (?)               |                                                                              | manuscrit perdu                                                                                   | opérette bouffe en trois actes, avec Jules Costé et René de Boisdeffre |
| 22                      | Vaucochard et Fils Ier                                             | Œuvre lyrique                   | 1864                   |                                                                              |                                                                                                   | opérette inachevé, texte de Paul Verlaine |
| 23                      | Fisch-Ton-Kan (en)                                                 | Œuvre lyrique                   | entre 1864 et 1873     |                                                                              | Éditions françaises de musique, 1974 (aujourd'hui aux Éditions Billaudot)                         | opéra bouffe |
| 24                      | Polka                                                              | Pièce pour piano                | vers 1872              |                                                                              | Comœdia, 28 août 1912                                                                             | première version d'Air de Ballet (D. 35) |
| 25                      | Ruy-Blas (à quoi bon entendre)                                     | Mélodie                         | 1873 (?)               |                                                                              | Emmanuel Chabrier, Mélodies, vol. 1, Heugel, 1995                                                 | poème de Victor Hugo |
| 26                      | Larghetto                                                          | Œuvre concertante               | avril 1875             |                                                                              | Costallat, 1913                                                                                   | pour cor et orchestre |
| 27                      | Lamento                                                            | Pièce pour orchestre            | 1875                   |                                                                              | Enoch, 1993                                                                                       | pour orchestre |
| 28                      | Andante                                                            | Pièce pour orchestre            | 1875 (?)               |                                                                              | manuscrit perdu                                                                                   | il est probable que l'œuvre, réorchestrée en 1888, ait pris alors le titre de Prélude puis de Prélude pastoral (D. 61) |
| 29                      | L'Étoile                                                           | Œuvre lyrique                   | 1877                   |                                                                              | Enoch, 1877                                                                                       | opéra bouffe en trois actes ; livret d'Eugène Leterrier et Albert Vanloo |
| 30                      | Le Sabbat                                                          | Œuvre lyrique                   | 1877                   |                                                                              |                                                                                                   | opéra-comique en deux actes, inachevé ; livret d'Armand Silvestre |
| 31                      | La Girondine                                                       | Œuvre lyrique                   | 1878 (?)               |                                                                              |                                                                                                   | opéra en quatre actes ; livret de Jules Claretie ; annoncé mais non composé |
| 32                      | Cocodette et Cocorico                                              | Œuvre vocale                    | septembre 1878         |                                                                              | Éditions Billaudot (pour deux voix mixtes, chœur et piano), 1988                                  | Duo bouffe pour soprano, ténor et orchestre ; texte de Charles Blondelet et Félix Baumaine |
| 33                      | Monsieur et Madame Orchestre                                       | Œuvre vocale                    | septembre 1878         |                                                                              |                                                                                                   | Duo bouffe pour deux voix mixtes, chœur et piano |
| 34                      | Une éducation manquée                                              | Œuvre lyrique                   | 1878-1879              | à Mlle Jeanne Hading                                                         | Enoch, 1879                                                                                       | opérette en un acte ; livret d'Eugène Leterrier et Albert Vanloo |
| 35                      | Air de ballet                                                      | Pièce pour piano                | vers 1880 (?)          |                                                                              | Costallat, 1897                                                                                   | |
| 36                      | Les Muscadins                                                      | Œuvre lyrique                   | 1878 (?) ; 1880-1883   |                                                                              |                                                                                                   | opéra en quatre actes et cinq tableaux, inachevé ; livret de Jules Claretie et Armand Silvestre |
| 37                      | Gwendoline                                                         | Œuvre lyrique                   | 1879-1885              | à Mme la Comtesse de Narbonne-Lara                                           | Enoch Frères et Costallat                                                                         | opéra en deux actes et trois tableaux ; poème de Catulle Mendès |
| 38                      | Trois valses romantiques                                           | Pièce pour deux pianos          | 1880-septembre 1883    | à Mme G. Costallat                                                           | Enoch et Costallat, 1883                                                                          | |
| 39                      | Pièces pittoresques                                                | Pièces pour piano               | 1880 (?)               |                                                                              | Enoch                                                                                             | |
| 40                      | Sommation irrespectueuse                                           | Mélodie                         | août 1880              | à Lucien Fugère                                                              | Costallat (1913) puis Emmanuel Chabrier, Mélodies, vol. 1, Heugel (1995)                          | pour chant et piano ; poème de Victor Hugo |
| 41                      | Ronde champêtre                                                    | Pièce pour piano                | 1880 (?)               | à Louis Diémer                                                               | Enoch, 1897                                                                                       | |
| 42                      | Suite pastorale                                                    | Œuvre symphonique               | 1881 (?)-1888          |                                                                              | Enoch, 1897                                                                                       | orchestration de quatre des Dix pièces pittoresques (D. 39) |
| 43                      | Pas redoublé                                                       | Pièce pour piano à quatre mains | 1881 (?)               | à Monsieur Pellotier                                                         | Costallat, 1913                                                                                   | réédité en 1923 sous le titre de Cortège burlesque |
| 44                      | España                                                             | Pièce pour orchestre            | janvier-août 1883      | à Charles Lamoureux                                                          | Enoch et Costallat, 1884                                                                          | rapsodie pour orchestre |
| 45                      | Credo d'amour                                                      | Pièce pour piano                | 1883                   | à Madame W. Enoch                                                            | Enoch et Costallat (1883) puis Emmanuel Chabrier, Mélodies, vol. 2, Heugel (1997)                 | pour chant et piano ; poème d'Armand Silvestre |
| 46                      | La Sulamite                                                        | Œuvre lyrique                   | 1883-1884 (1890, rév.) | à Madame Brunet-Lafleur                                                      | Enoch et Costallat                                                                                | scène lyrique pour mezzo-soprano, chœur de femmes et orchestre ; poème de Jean Richepin |
| 47                      | Tes yeux bleus                                                     | Mélodie                         | 1883 (?)               | à Madame Jeanne Campredon                                                    | Costallat (1913) puis Emmanuel Chabrier, Mélodies, vol. 2, Heugel (1997)                          | pour chant et piano ; poème de Maurice Rollinat |
| 48                      | Chanson pour Jeanne                                                | Mélodie                         | 1885 (?)               | à Émile Engel                                                                | Enoch et Costalla (1886) puis Emmanuel Chabrier, Mélodies, vol. 2, Heugel (1997)                  | pour chant et piano ; poème de Catulle Mendès |
| 49                      | Lied                                                               | Mélodie                         | 1885 (?)               |                                                                              | Enoch (1897) puis Emmanuel Chabrier, Mélodies, vol. 2, Heugel (1997)                              | pour chant et piano ; poème de Catulle Mendès |
| 50                      | Prélude et Marche française                                        | Pièce pour piano à quatre mains | 1883 (?), 1885 (?)     | à Vincent d'Indy                                                             | Enoch, 1993                                                                                       | |
| 51                      | Joyeuse Marche                                                     | Pièce pour piano à quatre mains | 1883 (?), 1889         | à Vincent d'Indy                                                             | Enoch et Costallat, 1890                                                                          | version remanié de Marche française (D. 50) |
| 52                      | Capriccio                                                          | Pièce pour piano                | 1883                   | à la mémoire de Raoul Pugno (sur l'édition posthume)                         | Costallat, 1914                                                                                   | terminé en 1914 par Maurice Le Boucher |
| 53                      | Aubade                                                             | Pièce pour piano                | février 1883           | à Madame Étienne Pallu (manuscrit) ; à Marie Jaëll (édition)                 | Enoch, 1897                                                                                       | |
| 54                      | Habanera                                                           | Pièce pour piano                | 1885                   | à Marguerite Lamoureux                                                       | Enoch et Costallat, 1885                                                                          | |
| 55                      | Le Roi malgré lui                                                  | Œuvre lyrique                   | 1886-1887              | à Madame Victorin de Joncières                                               | Enoch et Costallat, 1887                                                                          | opéra-comique en trois actes ; livret d'Émile de Najac et Paul Burani |
| 56                      | La Femme de Tabarin                                                | Musique de scène                | 1887                   |                                                                              | manuscrit perdu                                                                                   | pour la tragi-parade en un acte, en prose, de Catulle Mendès |
| 57                      | Souvenirs de Munich                                                | Pièce pour piano à quatre mains | 1887 (?)               | à Monsieur Lascoux                                                           | SIM (15 avril 1911) puis Costallat (1914)                                                         | quadrille sur les thèmes favoris de Tristan et Isolde de Richard Wagner |
| 58                      | Les plus jolies chansons du pays de France                         | Harmonisation de chansons       | 1888                   |                                                                              | Librairie Plon, Paris, 1888                                                                       | pour chant et piano ; Chansons du pays de France, chansons tendres choisies par Catulle Mendès, notées par Emmanuel Chabrier et Armand Gouzien, illustrées par Lucien Métivet |
| 59                      | Briséïs                                                            | Œuvre lyrique                   | 1888-1893              |                                                                              | Enoch                                                                                             | inachevé ; drame en trois actes d'Éphraïm Mikhaël et de Catulle Mendès, musique (premier acte) d'Emmanuel Chabrier |
| 60                      | Duo de l'ouvreuse de l'Opéra-Comique et de l'employé du Bon Marché | Œuvre vocale                    | mars 1888              |                                                                              | Le Figaro musical (avril 1893) puis éditions Billaudot (1993)                                     | |
| 61                      | Prélude pastoral                                                   | Pièce pour orchestre            | septembre 1888         |                                                                              | Costallat, 1943                                                                                   | vraisemblablement l'Andante (D. 28) réorchestré |
| 62                      | Joyeuse Marche                                                     | Pièce pour orchestre            | 1887                   | à Vincent d'Indy                                                             | Enoch et Costallat, 1890                                                                          | orchestration de la Joyeuse Marche (D. 51) |
| 63                      | Habanera                                                           | Pièce pour orchestre            | 1888                   | à Marguerite Lamoureux                                                       | Enoch et Costallat, 1888                                                                          | orchestration de la Habanera (D. 54) |
| 64                      | Caprice                                                            | Pièce pour piano                | 1889 (?)               |                                                                              | Enoch, 1897                                                                                       | |
| 65                      | Ballabile                                                          | Pièce pour piano                | 1889 (?)               |                                                                              | Enoch, 1897                                                                                       | |
| 66                      | Feuillet d'album                                                   | Pièce pour piano                | 1889 (?)               | à Édouard Risler                                                             | supplément d'une revue non identifiée (1890) puis Enoch (1897)                                    | |
| 67                      | Ballade des gros dindons                                           | Mélodie                         | 1885                   | à Mademoiselle Jeanne Granier                                                | Enoch et Costallat (1890) puis Emmanuel Chabrier, Mélodies, vol. 2, Heugel (1997)                 | pour chant et piano ; sur un poème d'Edmond Rostand |
| 68                      | Villanelle des petits canards                                      | Mélodie                         | fin 1889               | à Mademoiselle Mily Meyer                                                    | Enoch et Costallat (1890) puis Emmanuel Chabrier, Mélodies, vol. 2, Heugel (1997)                 | pour chant et piano ; sur un poème de Rosemonde Gérard |
| 69                      | Les Cigales                                                        | Mélodie                         | fin 1889               | à Mademoiselle Isabelle Jacmart                                              | Enoch et Costallat (1890) puis Emmanuel Chabrier, Mélodies, vol. 2, Heugel (1997)                 | pour chant et piano ; sur un poème de Rosemonde Gérard |
| 70                      | Pastorale des cochons roses                                        | Mélodie                         | fin 1889               | à Lucien Fugère                                                              | Enoch et Costallat (1890) puis Emmanuel Chabrier, Mélodies, vol. 2, Heugel (1997)                 | pour chant et piano ; sur un poème d'Edmond Rostand |
| 71                      | L'Île heureuse                                                     | Mélodie                         | fin 1889               | à Paul Lhérie                                                                | Enoch et Costallat (1890) puis Emmanuel Chabrier, Mélodies, vol. 2, Heugel (1997)                 | pour chant et piano ; sur un poème d'Éphraïm Mikhaël |
| 72                      | Toutes les fleurs                                                  | Mélodie                         | fin 1889               | à Ernest Van Dyck                                                            | Enoch et Costallat (1890) puis Emmanuel Chabrier, Mélodies, vol. 2, Heugel (1997)                 | pour chant et piano ; sur un poème d'Edmond Rostand |
| 73                      | À la musique                                                       | Œuvre vocale                    | 1890-1891              | à Jules Griset                                                               | Enoch et Costallat, 1891                                                                          | chœur pour voix de femmes avec solo (pour inaugurer la maison d'un ami) |
| 74                      | Bourrée fantasque                                                  | Pièce pour piano                | avril (?) 1891         | à Édouard Risler                                                             | Enoch et Costallat, 1891                                                                          | |
| 75                      | Bourrée fantasque                                                  | Pièce pour orchestre            | septembre 1891         |                                                                              |                                                                                                   | orchestration inachevée (par Chabrier) de Bourrée fantasque (D. 74) |